# سعود بن عبد المحسن بن عبد العزيز آل سعود
الأمير سعود بن عبد المحسن بن عبد العزيز آل سعود سفير خادم الحرمين الشريفين لدى جمهورية البرتغال بمرتبة وزير. وكان قبل ذلك يشغل مستشار خاص للملك سلمان بن عبد العزيز آل سعود. شغل سابقا منصب نائب أمير منطقة مكة المكرمة حتى عام 2000، عندما عين بعدها أميرا لـ منطقة حائل خلفا لعمه مقرن بن عبد العزيز آل سعود.
هو الابن الثاني للأمير عبد المحسن بن عبد العزيز آل سعود والأخ غير الشقيق للأمير عبد العزيز بن سعد بن عبد العزيز آل سعود، أمير منطقة حائل، والأخ الشقيق للأمير الشاعر بدر بن عبد المحسن بن عبد العزيز آل سعود. وهو عضو في هيئة البيعة السعودية نيابة عن والده الأمير عبد المحسن بن عبد العزيز آل سعود المتوفي عام 1985. يرعى الأمير جائزة باسمه للرواية السعودية.
أخواله هم آل رشيد، فأمه هي الأميرة وضحى الحمود الفيصل الحمود العبيد الرشيد.

## مشاريع في عهده
- تأسيس جامعة حائل
- رعاية رالي حائل
- تأسيس مدينة الأمير عبد العزيز بن مساعد الاقتصادية
- طريق حائل القصيم السريع إضافة إلى الطريق الزراعي القديم
- طريق حائل المدينة المنورة السريع إضافة إلى الطريق القديم
- طريق حائل الجوف

## أسرته

### زوجاته
- لولوة بنت فيصل بن عبد العزيز آل سعود (مطلقة). والدة نهى، نورة، فيصل.
- بنية بنت فهد بن عبد الله بن عبد الرحمن آل سعود (ابنة الأميرة مشاعل بنت عبد العزيز آل سعود). والدة عبد المحسن.
- هالة بنت عبد الله آل الشيخ. والدة سلمى، عبد العزيز، هيا وعبد الله.
- آسيا والدة بدر والجوهرة.

### أبنائه
- فيصل بن سعود بن عبد المحسن آل سعود
- عبد المحسن بن سعود بن عبد المحسن آل سعود
- بدر بن سعود بن عبد المحسن آل سعود
- عبد العزيز بن سعود بن عبد المحسن آل سعود
- عبد الله بن سعود بن عبد المحسن آل سعود
- سلمى بنت سعود بن عبد المحسن آل سعود
- هياء بنت سعود بن عبد المحسن آل سعود
- نهى بنت سعود بن عبد المحسن آل سعود، متزوجة من عبد العزيز بن ماجد بن عبد العزيز آل سعود.
- نورة بنت سعود بن عبد المحسن آل سعود
- الجوهرة بنت سعود بن عبد المحسن آل سعود

| سبقه مقرن بن عبد العزيز آل سعود | أمير منطقة حائل 1420هـ - 1438 هـ | تبعه عبد العزيز بن سعد بن عبد العزيز آل سعود |